# اد رویس
اد رویس (انگلیسی: Ed Royce; زاده ۱۲ اکتبر ۱۹۵۱) نمایندهٔ حوزه انتخابیه کالیفرنیا از حزب جمهوری‌خواه ایالات متحده آمریکا در مجلس نمایندگان ایالات متحده آمریکا است که برای نخستین‌بار در ۲۱ ژانویه ۱۹۹۳ میلادی به‌عضویت این مجلس درآمد.